# Competencia imperfecta
La competencia imperfecta es la situación de fallo de mercado en la que, a diferencia de la situación de competencia perfecta, no se emplea libremente la ley de la oferta y la demanda para determinar los precios, sino que en esta, debe de haber un balance en los precios determinados.
En una situación de competencia imperfecta, las empresas que residen en ese mercado pueden llegar a tener suficiente poder de mercado para afectar al precio del mismo. Las consecuencias principales de este poder de mercado que puede haber son una repercusión negativa en el bienestar de los consumidores y una pérdida de eficiencia.
Aunque también hay que tener en cuenta que bajo determinadas circunstancias, el hecho de que las empresas compitan en este tipo de entornos, no implica necesariamente una pérdida de bienestar de los consumidores. En algunos casos la competencia imperfecta se da por el poder para fijar precio de los productores, tal como sucede en los oligopolios y monopolios. Mientras que en otros la competencia imperfecta, es consecuencia del poder de fijación de precios de los demandantes, tal como sucede en los oligopsonios y monopsonios. En esta se presenta también la competencia monopolística, que es la fabricación de productos diferenciados a precios algo distintos. Esto también va en contra de la homogeneidad del producto. También la publicidad es fuente de competencia imperfecta, porque distorsiona la homogeneidad del producto de los diferentes productores y altera el prestigio y grado de conocimiento que los consumidores tienen de los productos de manera que beneficia al productor.

## Características
- El número de oferentes no es tan grande, puede ser un reducido número de vendedores.
- Existe algún grado de control sobre las mercancías a los factores productivos.
- Puede haber diferenciación de productos.
- No hay plena libertad para que nuevos oferentes entren al mercado.

## Clasificación
Hay tres casos de competencia imperfecta. En los tres casos , el productor tiene el control de determinar sus precios, normalmente se tratan de vender la producción a su máximo precio. 
- Monopolio: En esta, un solo productor tiene el control total del mercado y el precio dependerá del aumento o disminución de la producción.
- Oligopolio: Unos cuantos productores dominan el mercado y las decisiones de precio varían entre la producción y los costos de esta. Generalmente se busca generar el máximo de ganancias.
- Monopsonio: Es aquella estructura de mercado en el cual, por el contrario al monopolio, existe un único comprador y muchos vendedores.
- C. Monopolista: La competencia monopolista es una estructura de mercado que combina elementos tanto del monopolio como de la competencia perfecta. En este tipo de mercado, existen muchas empresas que venden productos similares pero no idénticos, lo que les otorga cierto grado de poder de mercado para fijar precios

## Ocurrencia
La competencia imperfecta aparece bajo un variado número de situaciones, algunas de las más importantes son:
- Concentración de cuota de mercado, se da cuando existen pocos productores o consumidores de en un cierto mercado. Si uno de los productores es capaz de tener una cuota de mercado significativa, entonces puede a corto plazo imponer precios ligeramente diferentes sin perder su ventaja en el mercado.
- Producto diferenciado, si los consumidores consideran que los productos producidos por diferentes productores son esencialmente diferente (ya sea porque realmente lo sean, o porque sea percibidos así) entonces aunque exista un número diferente de productores, podría parecer que una determinada versión del producto es en realidad producida por unos pocos productores.
- Presencia de barreras, cuando existen barreras y dificultades adicionales a que nuevos posibles productores o consumidores competidores puedan entrar a un mercado, entonces los productores o consumidores presentes pueden aprovechar la dificultad de incorporarse para obtener beneficios de esas barreras.

## Consecuencias
En principio la competencia imperfecta no es una situación deseable por lo que los gobiernos suelen poner en marcha políticas para garantizar la competencia, así como establecer qué conductas son competencia desleal, para no perjudicar a los consumidores.
Por otra parte existen situaciones donde la competencia imperfecta puede ser lo más eficiente, aunque suele requerir una regulación o ser una empresa pública. Puede pasar que en el mercado solo cabe una empresa que puede aprovechar las economías de escala que la hacen más eficiente que si muchas compitieran y se repartieran el mercado y por tanto la cantidad producida (producir menos porque hay más competencia implicaría no aprovechar las economías de escala). A esta situación se la denomina monopolio natural. El monopolio natural es una situación excepcional, habitualmente propiedad del estado o de lo contrario estrechamente regulada, ya que un monopolista normal siempre tiene incentivos a reducir la producción o a aumentar los precios, cosa que le beneficia como productor pero que por otra parte reduce la eficiencia global y perjudica principalmente a los consumidores.  